# Aengus Ollamh
Aengus Ollamh (fl. V secolo a.C.) è stato un leggendario re supremo d'Irlanda del V secolo a.C..
Prese il potere dopo aver ucciso Mog Corb. Regnò per 18 anni, fino a quando morì per mano di Irereo, figlio di Meilge Molbthach. Fu nipote di Labraid Loingsech.